# Blasco Francisco Collaço
Blasco Francisco Collaço (sinh 1931) là một giám mục người Ấn Độ của Giáo hội Công giáo Rôma. Ông nguyên là Sứ thần Tòa Thánh, Khâm sứ Tòa Thánh và Quyền Khâm sứ Tòa Thánh tại rất nhiều quốc gia trên thế giới như Bulgary, Lesotho, Nam Phi, Dominican, Madagascar,...

## Tiểu sử
Tổng giám mục Sứ thần Blasco Francisco Collaço sinh ngày 16 tháng 5 năm 1931 tại Raia, Ấn Độ. Sau quá trình tu học dài hạn tại các cơ sở chủng viện, ngày 2 tháng 5 năm 1954, Phó tế Collaço được truyền chức linh mục, thuộc linh mục đoàn của Tổng giáo phận Goa e Damão.
Mười ba năm sau đó, ngày 23 tháng 9 năm 1977, Tòa Thánh công bố quyết định tuyển chọn linh mục Blasco Francisco Collaço làm Tổng giám mục Hiệu tòa Octava, chức danh Sứ thần Tòa Thánh tại Panama. Tân Tổng giám mục đã được tấn phong sau đó vào ngày 5 tháng 11 cùng năm, với ba giáo sĩ tham dự vào nghi thức truyền chức. Vị chủ phong là Hồngt y Jean-Marie Villot, Quốc vụ khanh Tòa Thánh; hai vị khác phụ phong, gồm có Tổng giám mục Agostino Casaroli, Tổng thư kí Thánh bộ nghiên cứu những sự huyền bí và Tổng giám mục Duraisamy Simon Lourdusamy, Tổng Thư kí Thánh bộ Loan báo Phúc âm cho các Dân tôc [tên cũ là Bộ Truyền giáo].
Năm năm sau, đến kì hạn thuyên chuyển, ngày 26 tháng 7 năm 1982, Tòa Thánh quyết định điều chuyển Tổng giám mục Collaço làm Sứ thần Tòa Thánh tại Dominican, Khâm sứ Tòa Thánh tại Puerto Rico. Ông thực thi công việc mục vụ ở đây trong gần mười năm cho đến khi Tòa Thánh quyết định luân chuyển đi nơi khác. Ngày 28 tháng 2 năm 1991, Tòa Thánh chọn và luân chuyển Tổng giám mục Collaço làm Quyền Sứ thần Tòa Thánh tại Madagascar và Mauritius.
Được ba năm với nhiệm sở tại Phi châu, ngày 14 tháng 5 năm 1994, Tòa Thánh chọn ông là Sứ thần Tòa Thánh tại Seychelles. Chưa đầy hai năm sau, ngày 13 tháng 4 năm 1996, Tòa Thánh lại chuyển ông về làm Sứ thần tại Bulgary. Bốn năm tại Âu châu, ngày 24 tháng 5 năm 2000, Tòa Thánh luân chuyển ông về Phi châu làm Khâm sứ Tòa Thánh tại Botswana và Sứ thần Tòa Thánh tại Nam Phi và Namibia. Một tháng sau đó, ngày 24 tháng 6, Tòa Thánh quyết định cho ông kiêm nhiệm thêm chức Sứ thần tại Swaziland và Lesotho.
Tháng 8 năm 2006, ông từ nhiệm khỏi mọi chức danh vì lí do tuổi tác.